# Oderljunga
Oderljunga is een plaats in de gemeente Perstorp in het Zweedse landschap Skåne en de provincie Skåne län. De plaats heeft 129 inwoners (2005) en een oppervlakte van 24 hectare. De plaats wordt omringd door zowel landbouwgrond als bos. De plaats Perstorp ligt ongeveer vijftien kilometer ten zuiden van het dorp.

## Verkeer en vervoer
Bij de plaats loopt de Länsväg 108.
Perstorp · Oderljunga